# Vicent Soriano Serra
Vicent Soriano Serra (Puçol, L'Horta Nord, 1953) és un empresari valencià. Fou president i màxim accionista del València CF, després d'arribar a un acord amb Juan Bautista Soler per a aconseguir la presidència del València CF, va fer efectiva l'opció de compra de les accions de Juan Soler per valor de 70,7 milions d'euros.

## Biografia
Va començar la seua labor empresarial amb l'exportació de taronges, en la dècada dels 90 es va iniciar en el món de la construcció com mitjançant en la compra de terrenys, i posteriorment com promotor immobiliari i representant de grans grups inversors.
La seua arribada al futbol es va produir l'any 2004 quan va formar part de la candidatura a la presidència de Francisco Roig Alfonso en "Cor i Força". Aqueix mateix any va acceptar la proposta de Juan Soler per a ser vicepresident del Club.
Va ser la persona encarregada per a la selecció de projectes del nou estadi. Finalment Soler va desestimar dits projectes pel que la seua relació amb el llavors president es va deteriorar. Va ser rellevat de la vicepresidència al gener del 2006, encara que mai va vendre el seu paquet accionarial. Va dimitir com a conseller al juny de 2007. Estigué a punt de tornar al club acompanyat de Juan Villalonga per a adquirir les accions de Soler, situació que no va fructificar. Una vegada Villalonga es va introduir en el València CF com gestor i es va proposar comprar el 37% que posseïa Soler, Soriano es va reconciliar amb el màxim accionista i va arribar a un acord per a la compravenda de les accions de la família Soler per una quantitat fixada en 70,7 milions d'euros.